# قومندان شفیع هزاره
قومندان شفیع هزاره (زاده ۱۳۴۳ خورشیدی، چنداول، کابل – درگذشته ۱۳۷۵ خورشیدی، بامیان) از فرماندهان برجسته‌ی نظامی هزاره‌ها و یکی از اعضای ارشد حزب وحدت در افغانستان به رهبری عبدالعلی مزاری بود. در سال‌های ۱۹۹۲ تا ۱۹۹۶ (میلادی)، قومندان شفیع هزاره فرماندهی نیروهای حزب وحدت را در مناطق غرب کابل و هزاره‌جات یا غرجستان بر عهده داشته و نقش مهمی را در سازماندهی و هدایت نیروهای هزاره در این مناطق، ایفا کرد.

## ابتدای زندگی
شفیع در حوت/اسفند سال ۱۳۴۳ خورشیدی در خانواده‌ای از قوم هزاره در چنداول کابل زاده شد و اصالتاً از درهٔ ترکمن ولایت پروان بود. او تعلیمات ابتدایی خود را تا کلاس ششم در مکتب پارسا و از کلاس ششم تا دوازدهم در لیسه انصاری در شهر کابل به پایان رساند.

## آموزش‌ های نظامی
شفیع پس از پایان دوران مکتب، از کابل به درۀ ترکمن ولایت پروان، سرزمین اجدادی‌اش، رفت؛ در این دره، گروهی جهادی به نام "گروه توحید" یا "گروه حاجی کاظم" فعال بود که تحت مدیریت سازمان نصر فعالیت می‌کرد. شفیع به این گروه پیوست و آموزش‌‌های نظامی را در همین گروه فرا گرفت.

## پیوستن به حزب وحدت اسلامی افغانستان
در سال ۱۳۶۸ خورشیدی، هشت گروه، حزب یا سازمان جهادی با یکدیگر متحد شدند و حزب وحدت اسلامی افغانستان را تشکیل دادند. شفیع نیز در همکاری با یکی از این گروه‌‌ها به این اتحاد پیوست و به عضویت حزب وحدت اسلامی افغانستان درآمد. از آن پس، فعالیت‌‌های شفیع در چارچوب همین حزب ادامه یافت. 

## جنگ‌ها
شفیع تا اول ثور/اردیبهشت ۱۳۷۱ به عنوان یکی از فرماندهان ارشد حزب وحدت اسلامی افغانستان در درۀ ترکمن به جهاد و مقاومت مشغول بود. 

### بازگشت به کابل
اتحاد شوروی نهایتاً در سال ۱۹۸۹ میلادی سربازان خود را از افغانستان خارج کرد. پس از آن، نیروهای مجاهدین جنگ را علیه دولت مورد حمایت شوروی ادامه دادند. در سال ۱۳۷۱ خورشیدی (۱۹۹۲ میلادی)، شفیع به کابل بازگشت و یک گروه شش‌ نفری تشکیل داد. این گروه عملیات خود را علیه حکومت مورد حمایت شوروی آغاز کرد. در نخستین اقدام، شفیع موفق شد حوزۀ ششم، پوسته‌های واقع در مهتاب قلعه و دشت برچی، ادارۀ ۳۳ خاد و وزارت داخله/کشور را تصرف کند.

### تشکیل تیپ/غند 2 پیاده
پس از استعفای محمد نجیب‌الله و سقوط دولت مورد حمایت شوروی توسط مجاهدین، دولت اسلامی افغانستان طبق پیمان پیشاور تأسیس شد. بر اساس این پیمان، قدرت میان احزاب جهادی تقسیم گردید. حزب وحدت اسلامی افغانستان که مناطق شمال‌غرب و غرب کابل را تحت کنترل داشت، در این تقسیم قدرت نادیده گرفته شد، موضوعی که موجب نارضایتی رهبری و اعضای حزب گردید. حزب اسلامی گلبدین حکمتیار نیز این پیمان را نپذیرفت و نارضایتی‌ها از دولت اسلامی افغانستان به اوج رسید. در پی آن، جنگ‌های داخلی میان احزاب جهادی آغاز شد. اوضاع امنیتی شهر کابل به شدت وخیم شد و در این شرایط، شفیع برای دفاع از مردم و تأمین امنیت، "غند/تیپ ۲ پیاده" را تأسیس کرد. در مدت زمان کوتاهی، جوانان زیادی به این تیپ پیوستند و این تشکل به یکی از قوی‌ترین واحدهای نظامی حزب وحدت اسلامی افغانستان تبدیل شد. اکثریت خطوط مقدم و استراتژیک دفاعی غرب کابل توسط نیروهای غند ۲ پیاده تحت فرماندهی قومندان شفیع اداره می‌شد.

### افشار
در روز حمله به افشار، شفیع و افرادش به سمت افشار حرکت کردند و در عقب دانشکده علوم اجتماعی و آکادمی پولیس مستقر شدند تا از پیشروی دشمن جلوگیری کنند.

### ۲۳ سنبله ۱۳۷۳
طرحی برای نابودی حزب وحدت اسلامی افغانستان و رهبری آن توسط دولت وقت و با همکاری هم‌پیمانانش در غرب کابل آماده‌ شده بود و قرار بود در تاریخ ۲۳ سنبله ۱۳۷۳ به اجرا درآید. اما رهبری حزب، عبدالعلی مزاری، از این توطئه مطلع شد و پیش از آنکه طرح اجرا شود، خنثی گردید. در این راستا، قوماندان شفیع نقش حیاتی و تعیین‌کننده‌ای در خنثی‌سازی این طرح و بیرون راندن عاملان آن ایفا نمود.

### جنگ با طالبان
با ظهور طالبان، شهر قندهار به سرعت تحت کنترل این گروه درآمد و طالبان پس از آن به پیشروی‌های خود ادامه داده و وارد شهر غزنی شدند. قوماندان شفیع با نیروهایش برای مقابله با طالبان به غزنی رفت و با آنها جنگید. او سه ماه در غزنی ماند و سپس به کابل برگشت. پس از آن، غرب کابل به دست طالبان سقوط کرد و عبدالعلی مزاری توسط این گروه به شهادت رسید. شفیع برای مدتی به پاکستان رفت و سپس دوباره به مزار شریف برگشت. در آنجا مدت زمانی را صرف خرید سلاح و تجدید قوا کرد و سپس برای مقابله با طالبان به مناطق مرکزی افغانستان رفت. در آنجا نیروهایش را جمع‌آوری کرد و تا زمان کشته شدنش به مقاومت علیه طالبان و دفاع از مردمش ادامه داد.

### ترور
در اول سنبله ۱۳۷۵، کریم خلیلی قوماندان شفیع را به یک مهمانی در خانۀ خود دعوت کرد. پس از ورود شفیع به حویلی، توسط افراد کریم خلیلی تیرباران شد.اما آقای احسان الله عزیزی یکی از سربازان قومندان شفیع 
وعده انتقام داده 